# Khairabad
Khairabad é uma cidade  no distrito de Sitapur, no estado indiano de Uttar Pradesh.

## Geografia
Khairabad está localizada a 27° 32′ N, 80° 45′ L. Tem uma altitude média de 138 metros (452 pés).

## Demografia
Segundo o censo de 2001, Khairabad tinha uma população de 38,364 habitantes. Os indivíduos do sexo masculino constituem 52% da população e os do sexo feminino 48%. Khairabad tem uma taxa de literacia de 49%, inferior à média nacional de 59.5%: a literacia no sexo masculino é de 55% e no sexo feminino é de 42%. Em Khairabad, 16% da população está abaixo dos 6 anos de idade.